# Wolfgang Ketterle
Wolfgang Ketterle (21 de octubre de 1957) es un físico alemán nacido en Heidelberg, Alemania, y profesor del Instituto Tecnológico de Massachusetts. Su investigación se basa en experimentos de los átomos cerca del cero absoluto y por ser uno de los primeros en el condensado Bose-Einstein en 1995. Fue galardonado con el Premio Nobel de Física en 2001, junto con Eric A. Cornell y Carl E. Wieman.